# Штофреген, Кондратий Кондратьевич
Кондратий Кондратьевич Штофреген (нем. Konrad Stoffregen; 1817—1873) – русский контр-адмирал, участник Синопского сражения.

## Биография
Сын доктора медицины Конрада фон Штофрегена (1767—1841) родился 19 (31) июля 1817 года.
С 30 мая 1829 года воспитывался в Морском кадетском корпусе; 19 мая 1832 года был произведён в гардемарины. Окончил Морской кадетский корпус с производством 19 декабря 1834 года в чин мичмана и с назначением на Черноморский флот. В 1835 году на люгере «Глубокий» крейсировал у абхазских берегов и за отличие в бою с горцами был награждён орденом Св. Анны 4-й степени с надписью «За храбрость». В 1836—1837 годах на фрегате «Месемврия» и бриге «Аякс» крейсировал у абхазских берегов и за отличие при высадке десанта у мыса Адлер получил орден Св. Станислава 4-й степени. В 1838 году на фрегате «Браилов» и корвете «Пендераклия» участвовал в высадке десанта у Туапсе, Шапсухо и Суджук-Кале. В 1839 году служил на транспорте «Суджук-Кале». В чин лейтенанта был произведён 14 апреля 1840 года и на корвете «Пендераклия» крейсировал у абхазских берегов и участвовал в проводке корабля «Гавриил» из Николаева в Севастополь. В 1841 году служил на шхуне «Гонец» и корабле «Гавриил». В 1842—1843 годах на фрегате «Мария» и 74-пуш. корабле «Кульм» крейсировал в Балтийском море.
6 октября 1843 года был уволен от службы для определения к статским делам и 16 декабря того же года назначен в чине титулярного советника помощником столоначальника департамента корабельных лесов. Спустя год, 31 января 1845 года вновь зачислен на флот, прежним чином. В кампанию 1845 года на пароходе «Крым» перешел из Севастополя в Константинополь. В 1846 году на корвете «Калипсо» крейсировал между Севастополем и Николаевым. В 1847—1848 годах на корабле «Гавриил» перевозил войска между Севастополем и Одессой. В 1848 году должности флаг-офицера при контр-адмирале П. А. Синицине крейсировал на фрегате «Кагул» у абхазских берегов. 
В 1849—1851 годах занимал должность старшего адъютанта командира Севастопольского порта. В 1852—1853 годах последовательно командовал бригами «Персей», «Эндимион» и «Фемистокл». 2 октября 1852 года произведен в чин капитан-лейтенанта.
Командуя пароходофрегатом «Херсонес» участвовал в бомбардировании поста Св. Николая и в Синопском сражении и «за храбрость во время сражения с неприятельским пароходом, за содействие при окончательном истреблении неприятельских судов и за деятельность при выводе своих повреждённых кораблей в море» произведён 18 ноября 1853 года в чин капитана 2-го ранга и награждён орденом Св. Анны 2-й степени; 5 марта 1854 года удостоился монаршего благоволения «за успешное снятие гарнизонов на восточном берегу и истребление укрепления в виду французских и английских пароходов» и 14 марта был командирован в Бельгию для заказа ударных драгунских ружей для флотских команд. После возвращения, в 1854—1855 годах командовал береговой батареей № 2 в Николаеве; 15 сентября 1855 года был командирован на завод Шепелева для заказа пароходных машин.
5 января 1856 года назначен начальником 2-го отделения оборонительной линии Севастополя и 26 августа произведён в чин капитана 1-го ранга с назначением командиром 31-го флотского экипажа.
В 1858—1859 годах командуя винтовым кораблем «Цесаревич» перешел из Николаева в Кронштадт и за отличную службу был пожалован императорской короной к ордену Св. Анны; 14 июля 1859 года назначен командиром 9-го флотского экипажа. В 1861—1863 годах командовал винтовым фрегатом «Генерал-адмирал» в Средиземном море. В 1862 году был награждён орденом Св. Владимира 4-й степени с бантом, а в следующем году — орденом Св. Владимира 3-й степени и португальским орденом Христа.
С 3 января 1863 года стал командиром 3-го флотского экипажа, а 11 сентября причислен к 8-му флотскому экипажу. С 10 января 1864 года был начальником Рижского таможенного округа и 2 сентября того же года был произведён в чин контр-адмирала. Награждён крестом «За службу на Кавказе» и в 1867 году орденом Св. Станислава 1-й степени. 
С 26 октября 1870 года — начальник Одесского, а с 16 сентября 1872 года — Феодосийского таможенных округов. В апреле 1873 года за отличие по службе был произведен в вице-адмиралы.
Умер 5 (17) декабря 1873 года в Феодосии.

## Семья
Был женат на дочери А. А. Голофеева, Евгении (04.08.1832—31.10.1879). Их дети:
- Владимир (?—1909)
- Аполлон (1850—?)
- Ольга (1855—?), замужем с 5 ноября 1878 года за Константином Егоровичем Гельфрейхом (1839 — после 1900)[5]
- Конрад (1857 — после 1912)
- Александра (1861—?), замужем за Georg Reinhold Michael von Helffreich (1850—?)